# Umberto Cuttica
Umberto Cuttica (Firenze, 24 marzo 1928 – Torino, 17 febbraio 2023) è stato un dirigente d'azienda italiano.

## Biografia

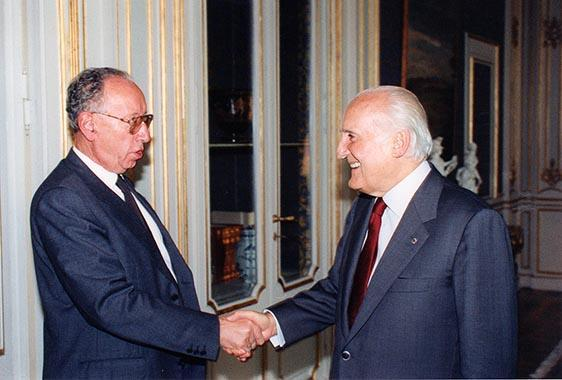
Umberto Cuttica con il Presidente della Repubblica Oscar Luigi Scalfaro nel 1994

Nato a Firenze nel 1928, si laurea in giurisprudenza nel 1949 presso l'università del capoluogo toscano. Dopo essere stato assistente di Diritto del lavoro nella stessa università, nel 1950-68,  ha lavorato all'Unione Industriale di Torino e (per 17 anni) all'azienda siderurgica Cogne, dapprima come direttore del personale e poi come vicedirettore generale.
Nel 1970-74, è stato direttore centrale del personale e delle relazioni sociali alla FIAT. In seguito ricopre l'incarico di amministratore delegato e direttore generale alla Piaggio nel 1975-76, e della Editrice La Stampa nel 1977-81, e di amministratore delegato e poi presidente e alla finanziaria SAVA del Gruppo FIAT. Nel 1983-84, è stato presidente della Zanussi. Nel 1989, è stato richiamato a La Stampa dove ha ricoperto l'incarico di vicepresidente fino al 2008.
Cuttica è stato presidente dell'ANSA dal 1994 al 1997, dove ha attuato un'importante opera di risanamento delle finanze, in deficit dagli anni ottanta.
Tra gli altri incarichi ricoperti, quelli di presidente di Federterme, e di membro del consiglio ITEDI, del consiglio e della giunta dell'Assonime e del consiglio dell'Istituto Ricerca e Cura Cancro.